# Fuglereder
Fuglereder er en dansk dokumentarisk optagelse fra 1920.

## Handling
Særdels fornemme optagelser af fugle i aktivitet ved deres reder, optagelser som selv i dag kun sjældent ses af tilsvarende kvalitet. I rækkefølge ses: 1. Gråspurv, dog ikke ved en gråspurverede. 2. Mursejler på rede. 3. Gærdesanger med unger, fejlagtigt kaldet "Gærdesmutte". 4. Jernspurv med unger. 5. Nattergal med unger. 6. Turteldue med æg, dog næppe i Danmark, hvor arten er meget sjælden og første gang fandtes ynglende i 1918. (Thomas Vikstrøm, Dansk Ornitologisk Forening).